# Malla portuguesa

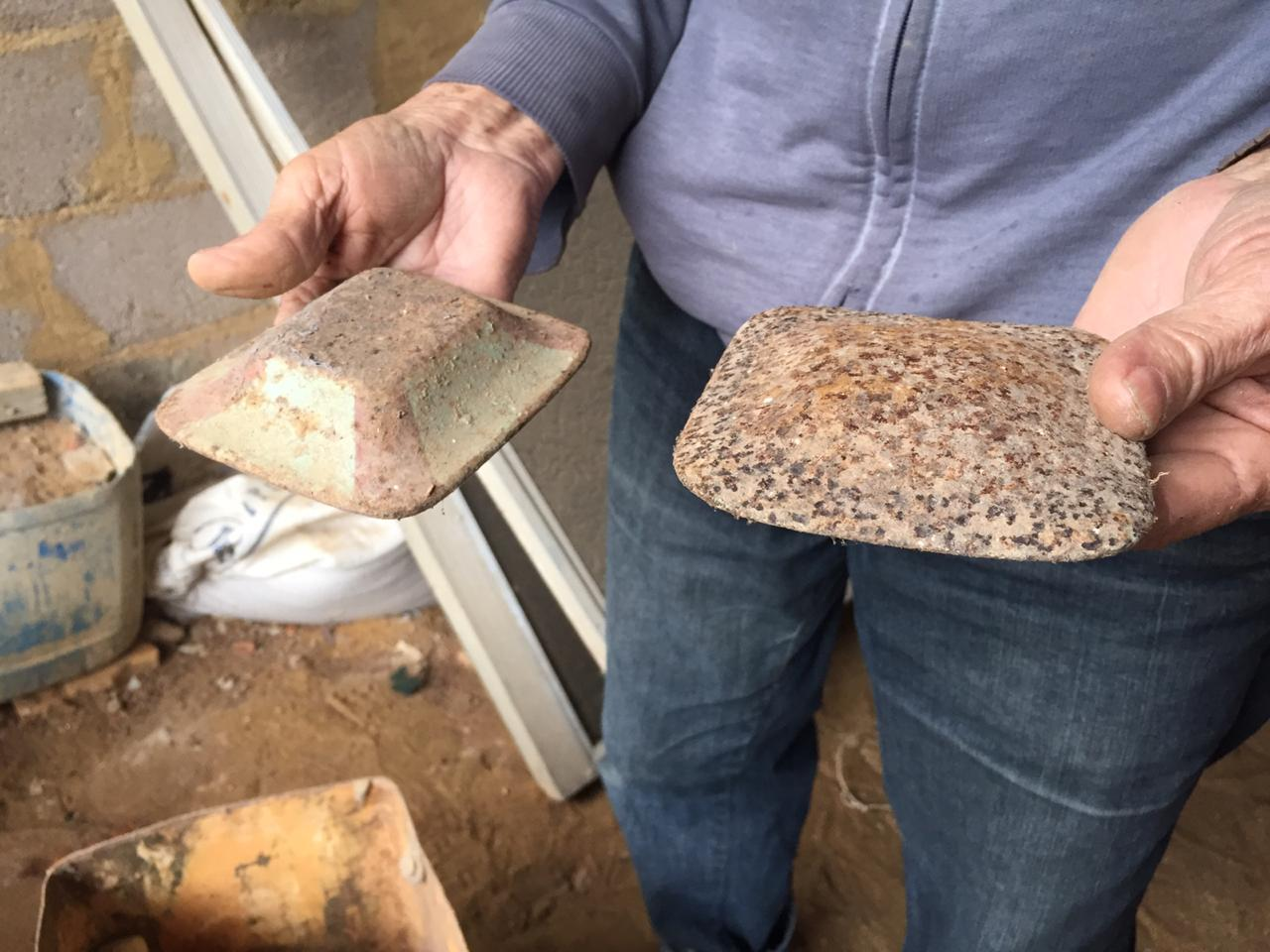
Piedras utilizadas en el juego de malla portuguesa.

La Malla portuguesa es un juego tradicional portugués en el que se lanzan unos discos en dirección a un palo que se encuentra a algunos metros de distancia para intentar derribarlo. Este juego es muy parecido a la toka vasco-navarra.

## Requisitos
Se necesitan los siguientes elementos:
- dos o tres discos (malhas, en portugués) de metal de un diámetro de unos 105 mm y un peso aproximado de 600 g por participante
- dos palos de una altura de unos 20 cm y una base aproximada de 5 cm de diámetro
- un terreno de juego de tierra, llano y rectangular

## Desarrollo del juego
Este juego puede realizarse individualmente o por equipos, lo más habitual es jugar por parejas.
Lo primero que se hace es colocar los palos separados entre sí entre 16 a 20 m y cada equipo se coloca al lado de uno de los palos de modo que cada equipo queda enfrente del equipo contrario. Delante de los palos y a una distancia de un metro de ellos, se marca una línea perpendicular que delimita la zona de lanzamiento de los discos.
Dos jugadores de cada equipo tendrán cada uno dos discos que lanzarán alternativamente con la mano intentando derribar el palo del equipo contrario y dejar el disco lo más cerca posible, y así sucesivamente con todos los jugadores. 
Así que todos los jugadores han lanzado, el que quede más cerca del palo suma 2 puntos para su equipo, pudiendo sumar 4 puntos el mismo equipo si sus dos discos son las más próximas al palo. 
Siempre que se derribe el palo se contabilizan 4 puntos para el equipo. 
Cada juego termina cuando un equipo consigue 30 puntos, siendo éste el vencedor.
Cada partida tendrá cinco juegos como máximo, venciendo el equipo que antes consiga ganar tres de los juegos. 